# Гбельце
Гбельце (словац. Gbelce) — село, громада округу Нове Замки, Нітранський край. Кадастрова площа громади — 26.61 км².
Населення 2156 осіб (станом на 31 грудня 2019 року).

## Історія
Гбельце згадується 1233 року.

## Географія
Протікає Мужлянський потік.

## Населення
| Рік:            | 1994. | 2004.   | 2014.   | 2024.   |
| --------------- | ----- | ------- | ------- | ------- |
| Кількість осіб: | 2410  | 2259    | 2220    | 2051    |
| Різниця:        |       | -6,26 % | -1,72 % | -7,61 % |

| Рік:            | 2023. | 2024.   |
| --------------- | ----- | ------- |
| Кількість осіб: | 2067  | 2051    |
| Різниця:        |       | -0,77 % |